# Emmy Huf
Emmy Mary Rose Huf (Amsterdam, 13 oktober 1922 – aldaar, 6 maart 1992) was een Nederlands publiciste en cabaretière.
Ze was de dochter van Paul Peter Henri Huf en Eva Bernardine de Beneditty. Haar broer was fotograaf Paul Huf.
Huf groeide op in de Nicolaas Maesstraat in Amsterdam, waar zij zeer goed bevriend raakte met Albert Mol, en volgde lessen bij Ferd Sterneberg. Zij debuteerde in 1945 bij het gezelschap van de AVRO Alles voor onze soldaten. Als cabaretière was ze enige tijd actief in de groep van Wim Sonneveld en Dick Gabel.
Huf schreef veel artikelen, onder meer over toneel en restaurants. Een korte tijd was ze werkzaam bij Joop van den Ende.